# Esturió sevruga

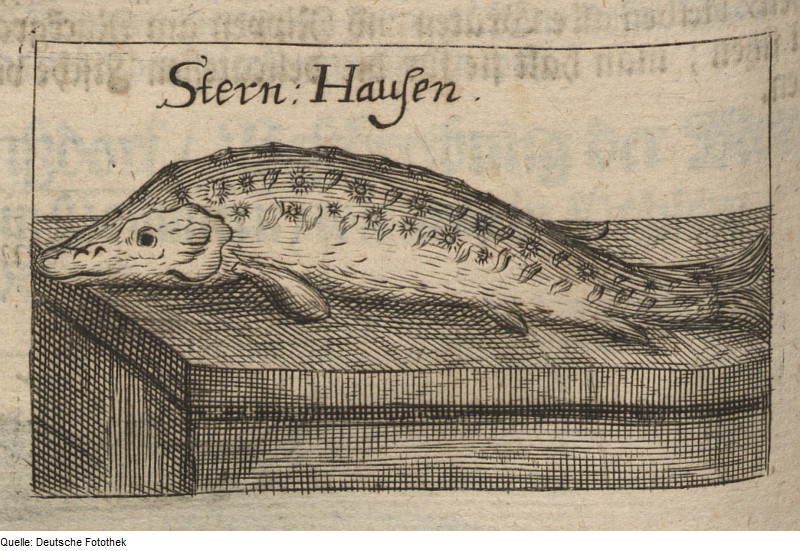
Il·lustració de l'any 1695

L'esturió sevruga (Acipenser stellatus) és una espècie de peix actinopterigi de l'ordre dels acipenseriformes, molt apreciada pel seu caviar que viu a la mar Negra, el Mar d'Azov i la mar Càspia. És rar trobar-lo al mar Adriàtic. Arriba a fer 220 cm i pesar uns 80 kg. La màxima longevitat que es coneix és de 27 anys.
Proporciona una de les tres espècies més valorades pel seu caviar junt amb l'esturió Beluga i l'esturió persa. La seva carn també es considera una delicadesa.
Menja principalment peixos, mol·luscs, crustacis i cucs.